# Novokuzneck
Novokuzneck (rusko Новокузнецк, IPA: [nəvəkʊzˈnʲɛt͡sk], dob. »novo kovačevo«; šorsko Аба-тура, latinizirano: Aba-tura) je mesto v Kemerovski oblasti v Kuzbasu v jugozahodni Sibiriji v Rusiji. Je drugo največje mesto v oblasti, za glavnim mestom Kemerovim. Leta 2021 je imelo mesto 537.480 prebivalcev.
Novokuzneck je bil do leta 1931 znan kot Kuzneck, nato pa kot Stalinsk do leta 1961.
Mesto je eno največjih metalurških in premogovnih središč Rusije.

## Zgodovina
Mesto so leta 1618 ustanovili možje iz Tomska kot kozaško trdnjavo na reki Tom. Prvotno ime kraja je bilo Kuznecki ostrog. Leta 1622 je postalo sedež Kuzneckega ujezda. Status mesta je prejelo leta 1689. V tem kraju se je leta 1857 Fjodor Mihajlovič Dostojevski poročil s svojo prvo ženo, Marijo Isajevo. Bliskovita industrializacija pod Josifom Stalinom je v 30. letih 20. stoletja kraj spremenila iz zaspanega mesta v pomemben premogovniški in industrijski center. Leta 1931 se je mesto združilo s Sad Gorodom v Novokuzneck, leta 1932 pa je bilo preimenovano v Stalinsk. Leta 1961 je bilo v sklopu destalinizacije preimenovano v Novokuzneck.
25. julija 1941 je bila v mesto evakuirana Vilniška pehotna šola in 15. avgusta se je pričelo urjenje častnikov Rdeče armade.
Pomen Novokuznecka je očiten tudi zaradi dejstva, da je bil eno od dvajsetih mest v Sovjetski zvezi, ki bi jih ZDA v primeru jedrske vojne napadle z jedrskim orožjem.
Simbol Novokuznecka je srebrn konj z zlato grivo, ki galopira na zelenem ozadju, pod njim pa rdeč volk na zlatem ozadju.